# Ратенов
Ра́тенов (нем. Rathenow) — город в Германии на реке Хафель, в земле Бранденбург в 70 км западнее Берлина.
Входит в состав района Хафельланд. Занимает площадь 105,68 км². Официальный код — 12 0 63 252.
Город подразделяется на 6 городских районов: Бёне, Гётлин, Грюц, Ной-Фридрихсдорф и Штекельсдорф.

## Население
| Год  | Население |
| ---- | --------- |
| 1990 | 31 945    |
| 1995 | 30 498    |
| 2000 | 28 811    |
| 2005 | 26 973    |
| 2010 | 25 301    |
| 2015 | 24 387    |
| 2020 | 24 179    |

## История
Город Ратенов — древняя твердыня славянского племени гавелян. В 1150—1157 гг. вошёл в состав маркграфства Бранденбург. Первое строго-документированное упоминание о нём относится к 1216 году. В 1295 году Ратенов получил права города от маркграфа Отто IV Бранденбургского.
Во время Тридцатилетней войны город сильно пострадал. Так в 1648 году население его составляло всего 48 жителей. 15 июня 1675 года во время Шведско-Бранденбургской войны в городе прошла кровавая битва между обеими воюющими сторонами, известная в истории как «Бойня в Ратенове», с которой началось изгнание шведов благодаря бранденбургскому курфюрсту Фридриху Вильгельму.
В 1733 году начинается строительство нового города Ратенова, в котором размещались гарнизоны прусской армии, в частности Бранденбургский кавалеристский гусарский полк.
Ратенов считается колыбелью промышленной оптики в Германии. Иоганн Генрих Август Дункер создал в Ратенове первый многошпиндельный шлифовальный станок для производства линз для очков и основал в 1801 году оптическое производство. Известно было также и производство кирпичей. Большая часть дворцов Сан-Суси, зданий Голландского квартала в Потсдаме и Красной ратуши в Берлине была построена из ратеновского кирпича.
После реорганизации административного деления в прусском государстве в 1816 году Ратенов стал окружным центром Западный Хафельланд в административном округе Потсдам прусской провинции Бранденбург.
1 июня 1925 года городская община Ратенова вышла из состава округа Западный Хафельланд и создала собственный округ, который находился внутри прежнего округа.
С 1900 по 1945 год Ратенов был станцией отправления для окружной дороги Ратенов — Науэн.
В Хрустальную ночь 9 ноября 1938 года во время еврейского погрома нацистами была разграблена синагога, а позднее превращена ими в детдом. Теперь в нём находится школа «Песталоцци» для умственно отсталых детей. Во время второй мировой войны в городе находился отдел концентрационного лагеря Заксенхаузен, в котором выполняли принудительные работы на авиационном заводе «Арадо» около 1000 мужчин и женщин. Кроме этого существовало ещё около 10 лагерей для военнопленных, работавших на Рейхсбане. 18 апреля 1944 года часть Ратенова была разрушена во время американской бомбардировки.
После раздела Германии Ратенов находился на территории ГДР.
17 июня 1953 года в Ратенове работники «Ратеновских оптических заводов» (ROW) присоединились ко всеобщей забастовке.
В декабре 1993 года в рамках окружной реформы Ратенов стал районным центром Хафельланд.
В 2002 году на базе бывшего оптического завода оптический концерн «Фильман» открыл в городе новый производственно-логистический центр с 6000 сотрудниками.

## Политика
Городское собрание депутатов Ратенова состоит из 32 депутатов от разных партий и бургомистра.

## Города-побратимы
- город Злотув (Флатов) в Польше
- город Рендсбург в Шлезвиг-Гольштейне

## Культура и достопримечательности
- В городе находится самый большой памятник в Северной Германии из песчаника в честь курфюрста Фридриха Вильгельма, изображёного в одеянии римского императора. Памятник был создан в 1736—1738 гг. скульптором Иоганном Георгом Глуме.
- В городском парке культуры и отдыха «Вайнберг» находится башня Бисмарка, сооружённая в 1914 году в честь Отто фон Бисмарка, который родился недалеко от Ратенова в Шёнхаузене на Эльбе и являлся почётным гражданином Ратенова . В 1945 году башня было сильно повреждена, в 60-е годы XX века предпринимались попытки переделать её в народную обсерваторию. С 1991 года башня находится под охраной государства, а в 2003 году она была торжественно открыта после реставрации.
- Находящаяся в старом городе церковь Сант-Мариен-Андреас-Кирхе была построена в начале XIII века, а в XV—XVI вв. была перестроена по проекту зодчего Линдемана в готическую зальную церковь, во время Второй мировой войны она сильно пострадала, а затем была восстановлена.
- В центре города находится культурный центр: театр, музей оптической промышленности, выставки и ресторан.
- В юго-восточной части города находится природный заповедник — озеро Вольцензее.

С 22 апреля 2006 по 15 октября 2006 года в Ратенове проходила ландшафтная выставка земли Бранденбург, которую посетило более 500 000 гостей.
28 апреля 2007 года на территории бывшей выставки открылся «Оптический парк Ратенов ».
Впервые в Центральной Европе в Ратенове предпринята попытка восстановить в природном виде реку Нижний Хафель. Пойменные луга станут обширнее, речное русло извилистей, а риск наводнений снизится.

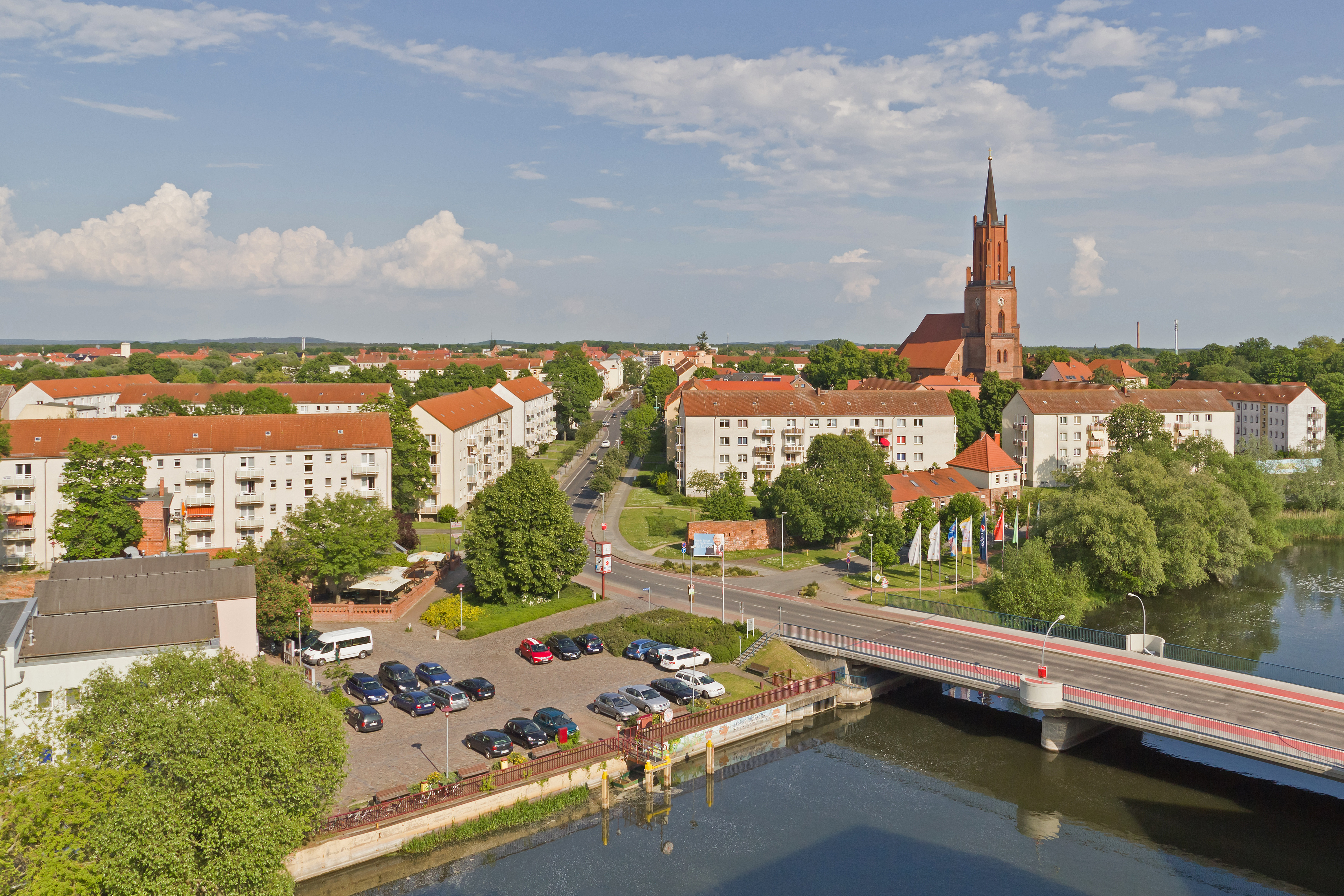
Вид на центр города
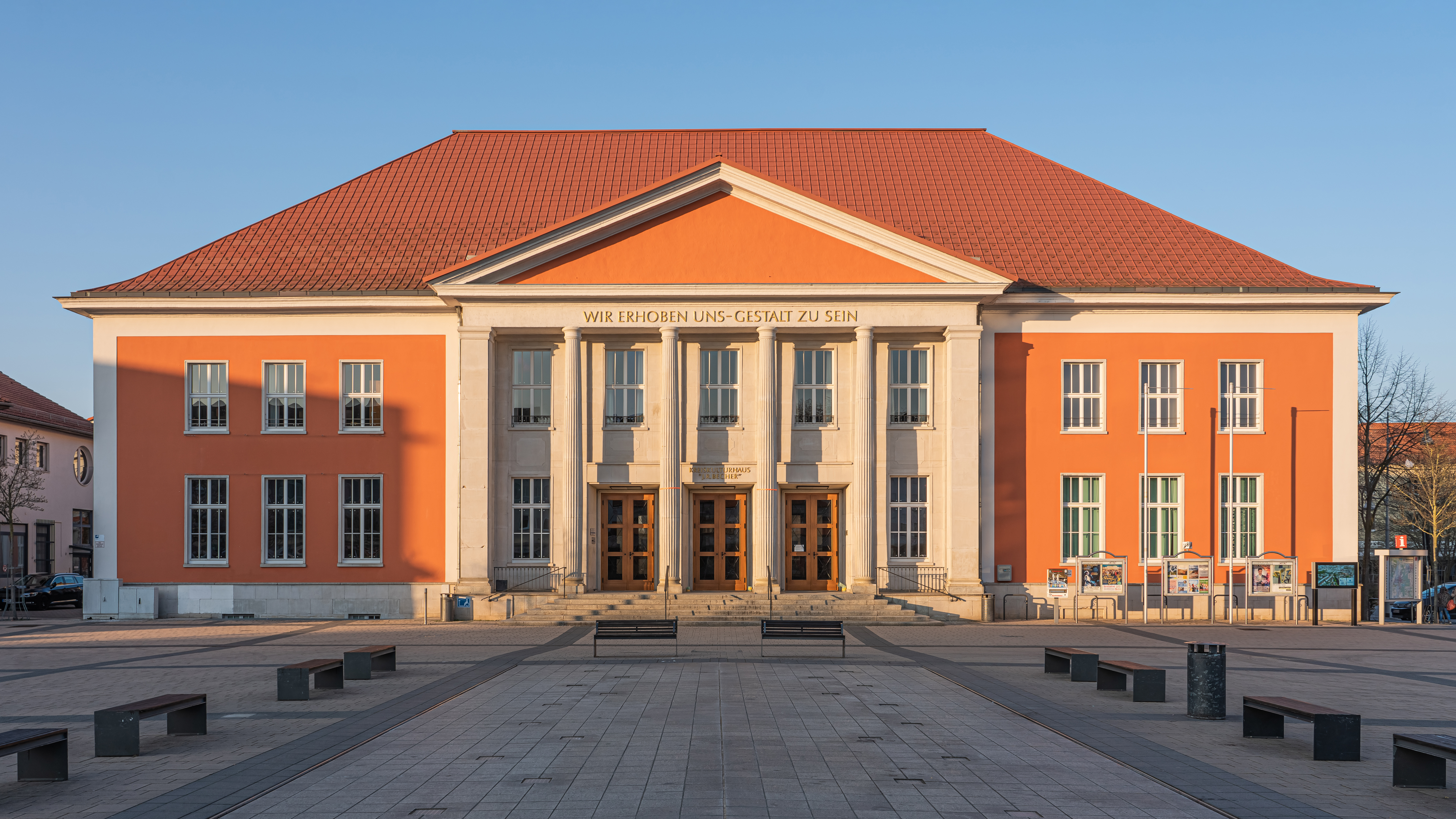
Дом культуры
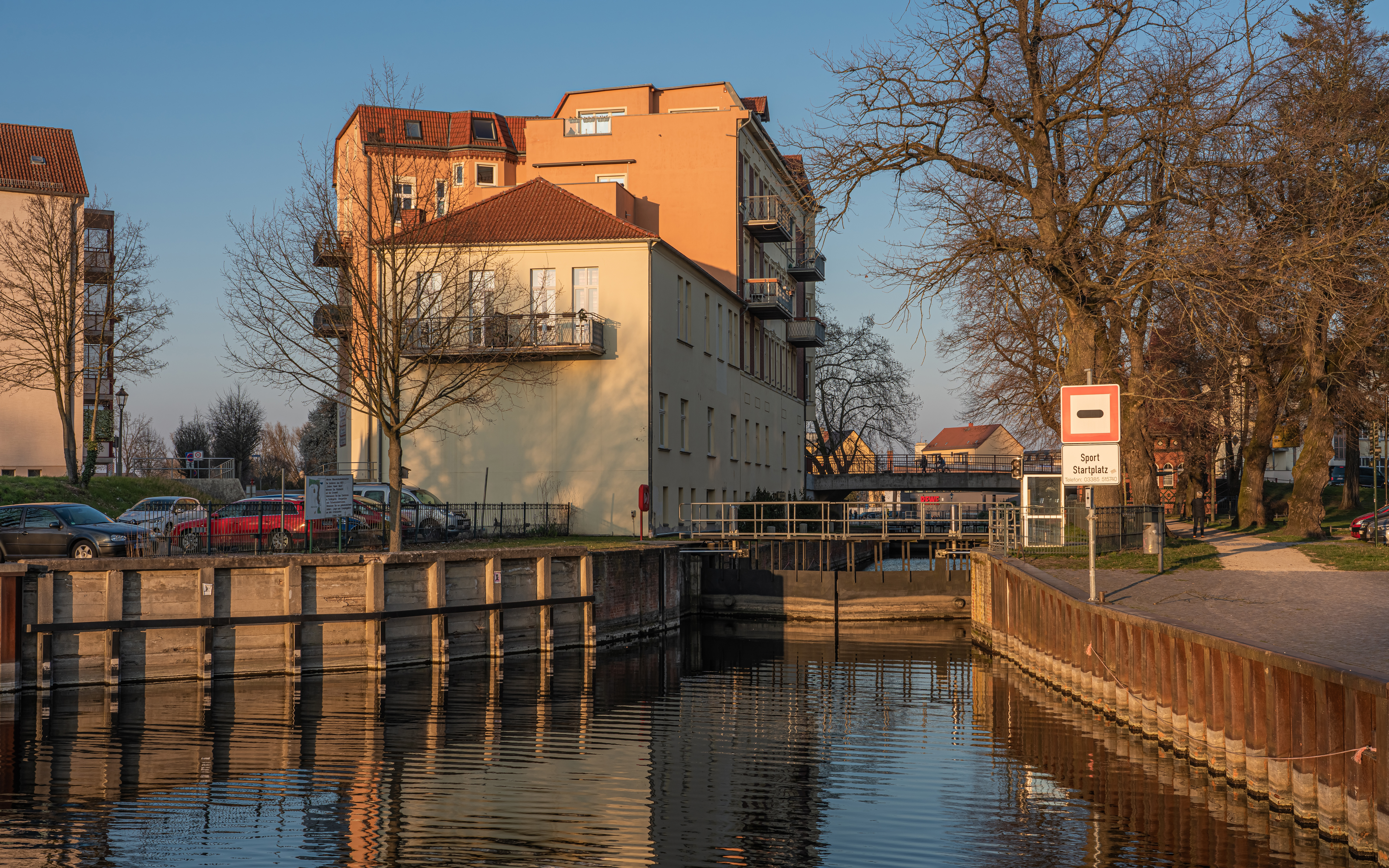
Шлюз
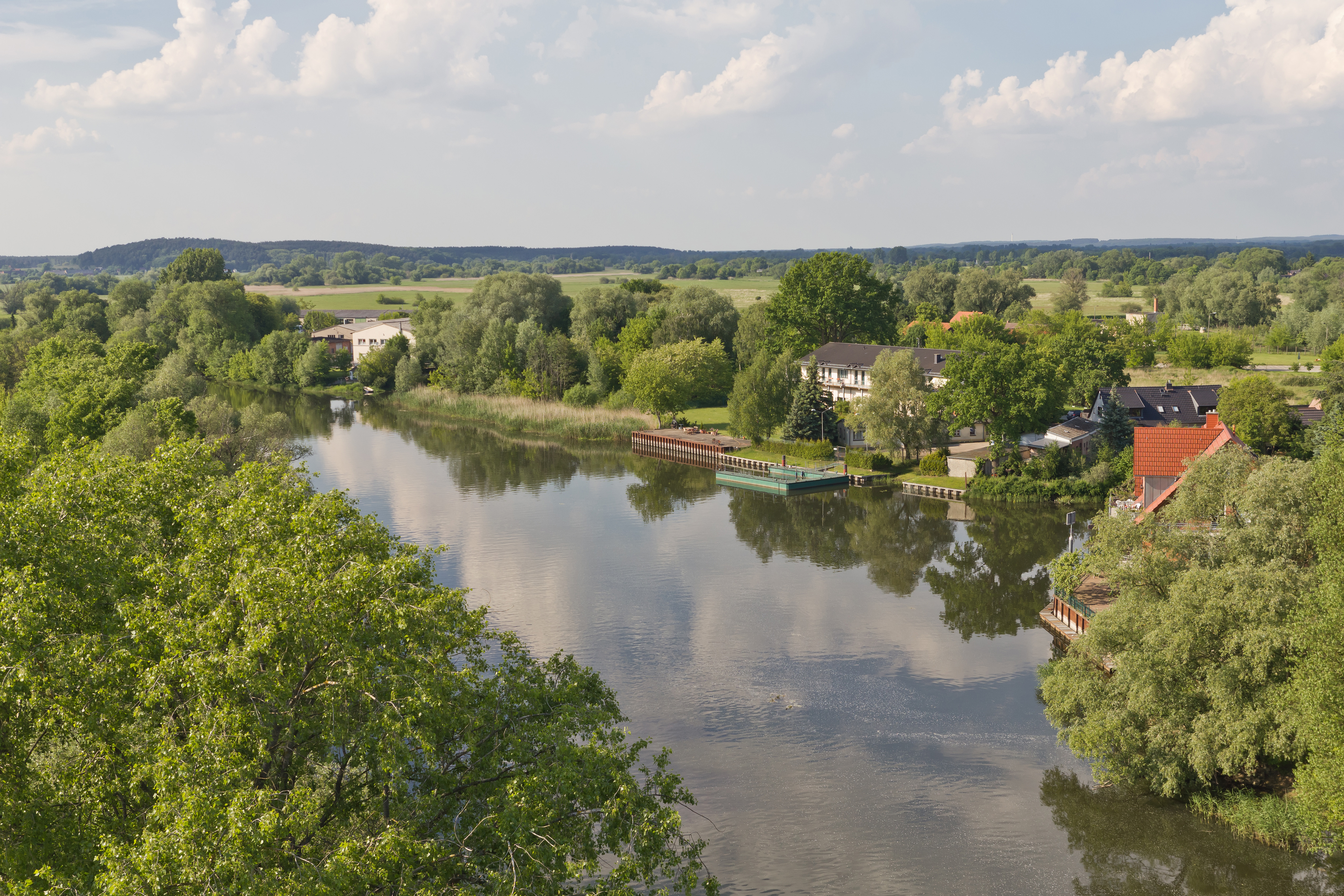
Река Хафель в Ратенове
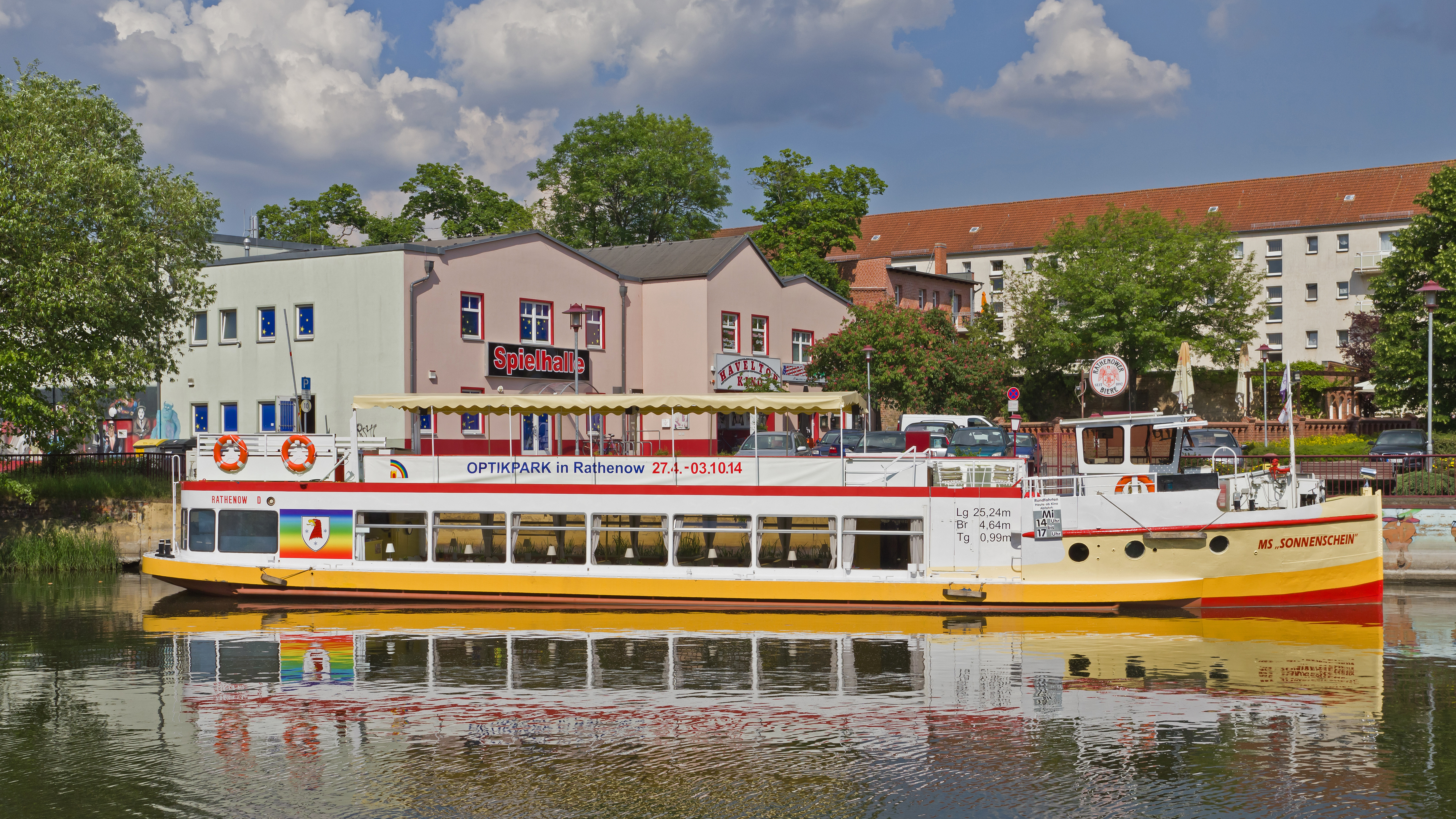
Прогулочный теплоход на Хафеле
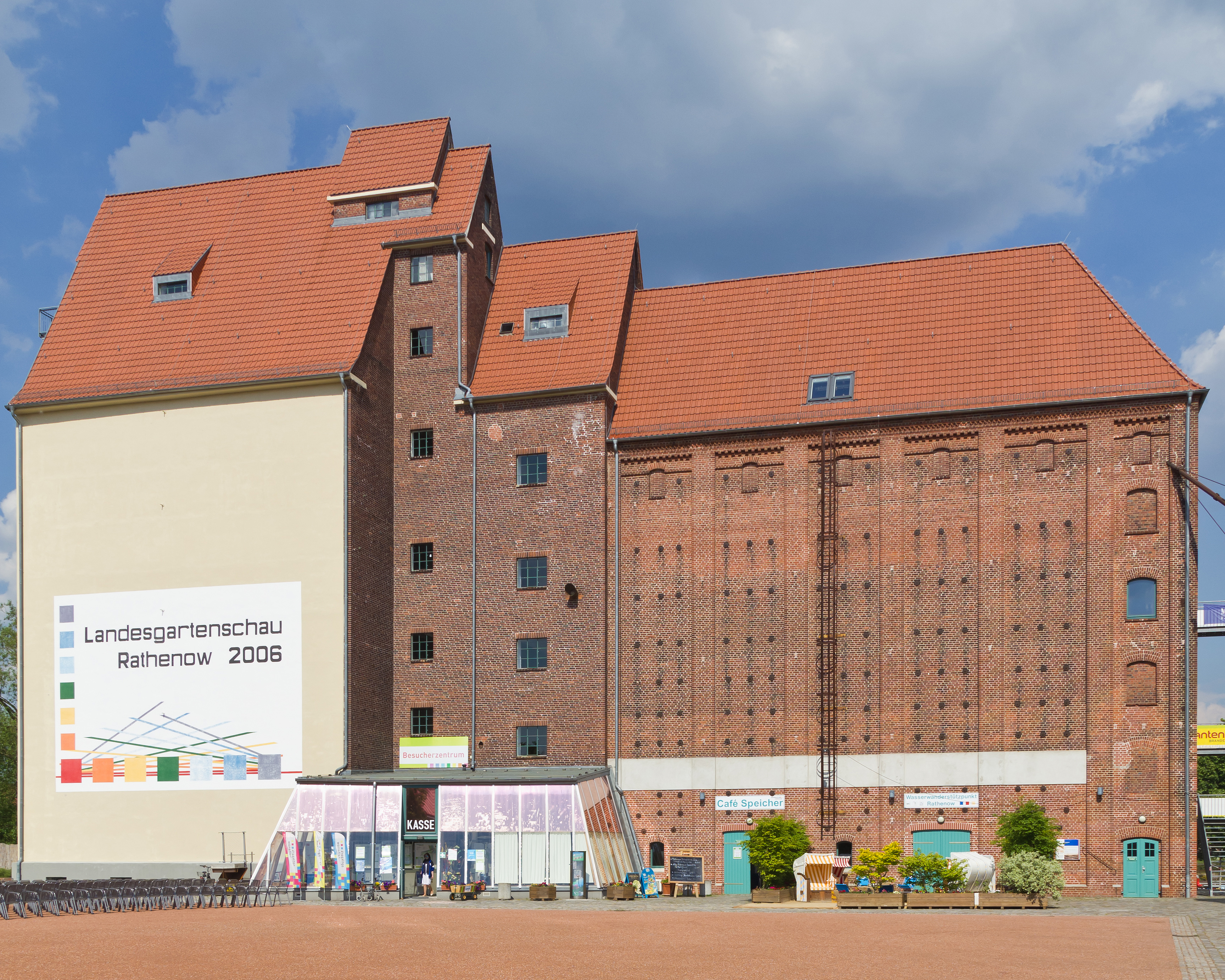
Бывшее зернохранилище
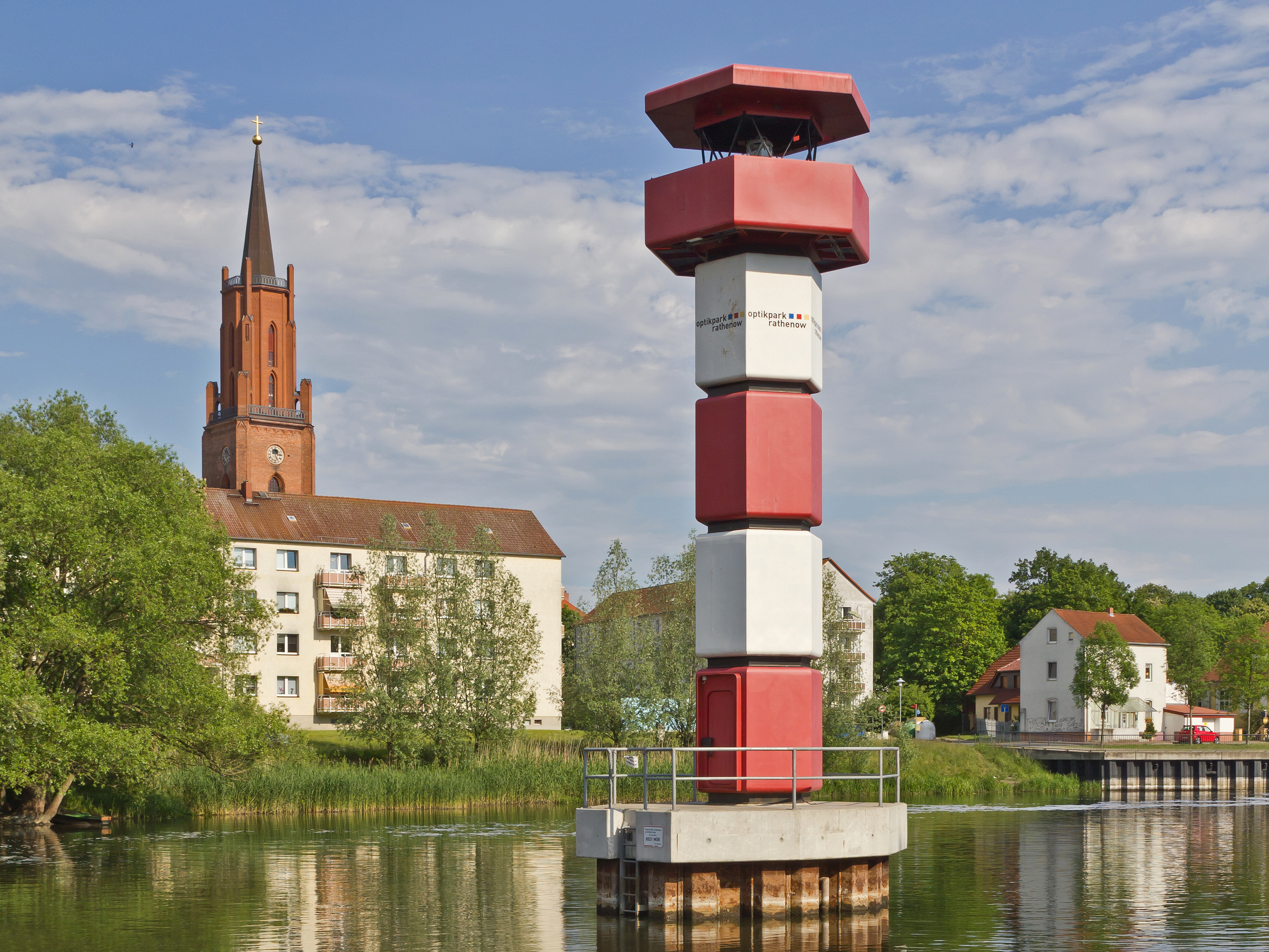
Маяк на Хафеле в Оптическом парке

### Спорт
В городе существует свой футбольный клуб «Оптик», представляющий Ратенов с 1945 года в различных футбольных состязаниях.

## Инфраструктура
Ратенов находится на пересечении федеральных автомобильных трасс В102 (направление Бранденбург и Нойштадт) и В188 (направление В5 Гамбург-Берлин и Штендаль)
Через Ратенов проходит железнодорожные ветки Берлин-Ганновер и Бранденбург-Нойштадт. С декабря 2007 года город включён в международное сообщение на магистрали Штеттин-Берлин-Амстердам.
В 8 км к северо-востоку от города в Штехове находится аэродром для частных и промышленных перевозок.
На реке Хафель находится порт и пристань, откуда можно совершить обзорные экскурсии по Хафелю.